# کوپ (کارولینای جنوبی)
کوپ(به انگلیسی: Cope) شهری در ایالت کارولینای جنوبی کشور ایالات متحده آمریکا است که جمعیت آن در سرشماری سال ۲۰۱۰ میلادی، ۷۷ نفر بوده‌است.